# Jairo Castillo Nazareno
Jairo Castillo (* San Lorenzo, Ecuador, 22 de mayo de 1991) es un futbolista ecuatoriano, juega de volante en el Delfín Sporting Club de la Serie B de Ecuador, es hermano de Segundo Alejandro Castillo.

## Trayectoria
Jairo inició su carrera como futbolista en las divisiones inferiores de El Nacional club donde debutaría en el 2013, y en el 2015 pasa al Delfín Sporting Club.

## Clubes
| Club        | País    | Año       |
| ----------- | ------- | --------- |
| El Nacional | Ecuador | 2007-2014 |
| Delfín SC   | Ecuador | 2015-     |